# Histels

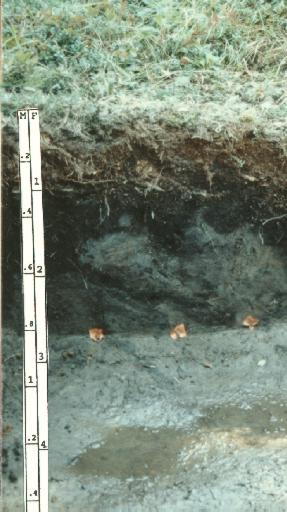
Profiel van histels.

Histels zijn een type van gelisols van de USDA-bodemclassificatie. Het zijn organische bodems die overeenkomen met histosols, maar met permafrost binnen 2 meter onder het aardoppervlak. Ze bestaan uit 80 % of meer organisch materiaal vanaf het grondoppervlak tot een diepte van ongeveer 50 centimeter of tot een glaciale laag of een dichte, steenachtige (lithische) of paralithische ondiepe laag. Deze bodems komen overwegend voor in subarctische en laagland gebieden van de arctis met continue of wijdverspreide permafrost. Minder dan een derde van de actieve laag (de bodem tussen de bodemoppervlakte en de permafrost-tafel) of een ijslaag die ten minste 30 centimeter dik is, is gecryoturbatiseerd (onderhevig aan vorstwerking).